# 喬伊·崔比雅尼
約瑟夫·法蘭西斯·「喬伊」·崔比雅尼二世（英語：Joseph Francis "Joey" Tribbiani, Jr.），是NBC電視情景喜劇《老友記》(1994年–2004年)中的一個虛構角色，同時也是衍生劇《喬伊》 (2004年-2006年)的抬頭角色，由麦特·勒布郎出演。

## 背景
喬伊大概出生於1967年或1968年，因為他談到1981年時已經13歲。他是一個義大利裔美國人家裡一共有8個孩子，而他是8個孩子中唯一的男性。他是六人行中，相對於其他人少數沒搬過幾次家的人之一。在整部劇中只換過四次公寓。一次是在「The One with the Embryos」一集中，他和錢德搬進從莫妮卡手中贏得了通常屬於莫妮卡的公寓，但在之後又搬了回去；另一次是他自己在外面租了間豪華的公寓，而神經質的 Eddie 搬到了錢德那裡，但不久喬伊就又搬了回來。他曾在「The One with the Truth About London」一集中擔任神職人員，並主持了莫妮卡和錢德、菲比和麥克的婚禮。

## 性格
喬伊是一個「典型立體感」的演員：对男女性关系无节制，受教育程度低並且總是在找工作。
他的角色定位為頭腦簡單、拙於理解對他演技的負面批評(甚至有一次，喬伊認為別人用「深不可測」形容他的演技，是正面的評價)、熱愛食物(特別是三明治夾肉球和世界聞名的「喬伊特餐」──2個批薩，以及任何人吃了一口他餐盤裡的食物都會暴怒，因為「喬伊不分享食物！」〈"JOEY DOESN'T SHARE FOOD！"〉)和對女人特有的吸引力並且熱愛女色，這也造就了很流行的一句名言「How you doin'?」 (他的追女台詞)。但是，他在製造浪漫方面卻是弱智專家。這在「The One Where Ross Dates a Student」一集有直接說明，錢德提起喬伊時這樣說「事情一旦跟辣妹有關，他就突然變成了雨人」。另一個例子是，喬伊編造了一個奇聞，錢德和莫妮卡稱為歐洲故事；顯然，每個聽過的人都想立即跟講述者上床。(「The One with the Videotape」)
劇中也暗示其他人都覺得喬伊還沒熟透，錢德甚至說喬伊的衣食起居是他負責的。

## 職業
喬伊的職業是個演員，曾經簡單地告訴他的朋友，他很崇拜 Al Pacino 。喬伊並在他的房間貼上有 Al Pacino 的1983年「Scarface」電影海報。他也一度擔任過模特兒，一直都還是挺成功的，直到他發現自己的照片竟然用在了一個防治性病的廣告招牌上。城裡的大街小巷都可以找到這面廣告招牌，甚至都貼到了麥迪遜廣場花園的計分板上，導致他的朋友們甚至他的家人都紛紛要和他劃清界限。
喬伊他扮演的角色有醫生，還有前面提到過的性病廣告招牌裡的大幅半身像，甚至做過一次只露屁股的替身。喬伊最有名的角色(也是持續時間最長的)是肥皂劇我們的日子裡的 Dr. Drake Ramoray。但他在一次接受訪問時聲稱，自己在演出中改了很多的台詞，惹惱了編劇，在接下來的幾集中就把他的角色殺掉了(他從電梯井中摔死了)。後來在一段奇異劇情的安排下他的角色又復活了。在第7季，他在一個肥皂劇獎項中被提名最佳復出男演員，但最終沒有獲獎，所以他決定偷一個。除此之外，喬伊也在一些綜藝節目中的短劇中演出，甚至為維持生計出演色情電影(但其角色為中途進入修理影印機的工人而非男主角)。喬伊的經紀人是 Estelle Leonard。
喬伊也曾短時間在 Central Perk 做過服務員。面對自己演藝生涯的低潮期，他也只好接受了 Gunther 的勸說當起端咖啡服務員。剛開始喬伊想對他的朋友們掩飾他這份新工作的事實，但最終被他們識破。他不喜歡這份工作，但是因為他的本能，很快發現可以利用自己的職務之便，透過提供免費食物認識並討好女人，但很快被 Gunther 制止了這一行為。他也沒有很認真的對待他的這份工作，大部分時間還是隨意坐坐且和他的朋友們聊天。終於，Gunther 有一天有事外出，喬伊因大白天停止咖啡館的營業而被開除。瑞秋 後來說服 Gunther 可以繼續讓喬伊繼續工作，但在喬伊找到了一份穩定的表演工作，就又不在咖啡館服務了。他的離開沒有引起多少注意。
當喬伊真的很缺錢時的另一份職業是精子捐贈人。他向一個醫院的實驗項目提供捐贈，醫院會在兩星期後給每位捐贈者提供一張 700 美元的支票作為報酬。這在後來 莫妮卡 試圖走出她和 Richard Burke 的分手陰影的時候提到。她想要一個寶寶，所以她決定出去尋找精子捐獻者，發現其中一個竟然是喬伊。

## 與其他人關係
Joey和他最好的朋友錢德住在同一個公寓裡。他們兩個的友情可能是情景喜劇歷史上最討人喜歡和最長久的一個了。他們共同經歷了在公車上丟失Ross的孩子；Chandler對Joey建造一個大的把他們兩個的門都堵上了的娛樂中心感到很鬱悶；買小雞和鴨子(還矯情的給它們命名為『阿雞和阿鴨』)；把他們的餐桌換成一個可以玩桌上足球的桌子；觀看护滩使者；還有Chandler住進一個大盒子裡以證明他們的友誼對他是多麼的重要，老友記中一個經常出現的經典笑料就是故意把Joey和Chandler時不時的爭吵刻畫成一對老夫妻之間的爭吵，Chandler通常扮演妻子的角色，Joey通常扮演丈夫的角色； 被人暗示他們的友誼有點同性戀的味道(最終因Chandler和Monica確定永久關係而終止)。兩個人在Joey成功出演Dr. Drake Ramoray後短暫的「分手」了一段時間，但很快又住在一起(發生在他們戲弄過替代Joey的神經病室友Eddie後。他們讓Eddie相信他從來沒有和Chandler住在一起過)。在最後一集，在Chandler搬到紐約郊區開始新生活之前，Monica拆掉了桌上足球遊戲桌(他們兩個下不了手把它拆了以救出小雞和小鴨二代)。但是，Chandler和Monica明確表示他們的新家會專門設計一個「Joey之家」。
Chandler搬出以追求和Monica關係更好的發展後，Janine (由Elle MacPherson扮演)搬了進來。Ross Geller使Rachel Green懷孕後，Joey和Rachel之間的關係變的更加緊密。他最後終於愛上了Rachel並且和她約過一次會；但是最後什麼也沒發生，他們又回到好朋友的位置上。在最後大結局中，Rachel和Ross終於重拾了他們的浪漫愛情。
Joey對朋友可能是最忠誠的。就像他在The One with the Jellyfish一集中說的，「如果必須要我這麼做，我會在你們任何人身上施肥」，因為往海蜇傷口上撒尿可以減輕痛苦但確實有點尷尬(但他實際上由於臨時「怯場」沒有在Monica的傷口上撒尿)。在一集中，當Joey以为Phoebe懷孕了後，他竟然想她求婚，宣稱說這個世界對一個單身媽媽實在是太可怕了。但是，當他得知是Rachel懷孕了後，他又向Rachel求婚，向Phoebe要回戒指並發表了同一番演說。當Ross和Chandler在Central Perk受到流氓欺負時，他還站出來準備罩著他們。他讓Monica僱傭他然後又把他開除以證明她不是好欺負的。
當他發現Monica和Chandler在發展一段關係時，他答應為他們保守秘密直到他們準備好告訴其他人(儘管他後來為了保密向其他人說他和Monica在倫敦上床了，這讓Monica確實很難堪)。當他聽到Monica的公寓裡有可疑男人的聲音而懷疑她可能在給Chandler帶綠帽子的時候，他立刻打電話给Chandler通知他(實際上這個可疑男人正是Chandler。「我告訴過你不要跟一個比你性感的多的人結婚」)。他還是唯一個知道Ross不喜歡冰淇淋，Chandler怕狗的人(Chandler後來告訴了其他人，但Joey警告他不要告訴其他人，因為他們不會理解的)。
Joey和其他老友的關係一直是很好的。最好的朋友是Chandler，Ross其次。Rachel和劇中的其他女性都曾是Joey無心「性評」的對象，尤其是Monica。Chandler有一次曾說「感謝你長期以來對我老婆抱有的性企圖」。這句話公允準確的總結了Joey對周圍女性的態度。儘管這是一種明顯的放肆，但是他卻一直和Monica，Rachel，Phoebe保持了一種很親密的關係。
諷刺的是，在電視劇最後，Joey竟然是惟一一個沒有自己愛人的老友(Ross和Rachel，Monica和Chandler，Phoebe 和Mike)，但數他約會過的女人最多。他也是惟一一個到最後還沒有孩子的老友(Ross有Ben和Emma，Rachel有Emma，Phoebe有三胞胎，Chandler和Monica領養了一對雙胞胎)。儘管有幾次Joey都表現出不喜歡小孩(Rachel打算告訴Emma的父親她懷孕了的時候，她問Joey如果一個女孩告訴他懷上了他的孩子他會有什麼反應？，他嚇了一跳，問「誰打電話來了？她是不是金發個不高？」)，但他也說過他喜歡小孩，有一次他還打算給他的孩子取名為「The Hulk」(綠巨人)。Chandler和其他5位老友都接過吻，而Rachel是第一個親他的人。
Joey和Rachel的關係很親近，在劇中也曾兩次對其著迷。在第8季中的一次，他付出感情沒有得到Rachel的回應，但在下一季中他們真的約會了。在很多方面，Joey和Rachel都很像，比如他們都對物質生活感興趣, Joey是「少女殺手」而Rachel也是三個女性老友中的「男人磁鐵」。
Joey和Phoebe也很親近。在她為她弟弟代孕的時候，Joey決定在她生下孩子之前(身為素食主義者的Phoebe這段時間非常想吃肉，他就建議說如果他是一個素食主義者，他就會「只吃原來要被Joey吃掉的肉，這樣其他的動物就不會死了」)。此外，當老友們意識到這個小團體可能面臨分裂時，Phoebe和Rachel密謀他們倆單獨組成一個團體，但Phoebe堅持要把Joey拉入夥。Phoebe對Joey的忠貞在「The One in Vegas, Part One」再次得到印證，她說她可能會留在拉斯維加斯，因為這裡有她想要的一切，「包括Joey！」。在「The One in Vegas, Part Two」一集裡，他也邀請她住到他的手型大廈的大拇指處。Phoebe有一次對其他老友說「如果要革命了，我將不得不把你們全殺了。」過了一會，她又補充說「不包括你，Joey」。他好像對此樂的不得了。他們倆還計劃每月共進一次晚餐來討論一下其他的老友。

## 家族
喬伊是來自一個龐大的義大利裔美國人家庭，家中除了父母和祖母之外有七個姊妹，排行老二的喬伊則是家中唯一的兒子，
剩下的崔比亞尼七姐妹則是長得非常像讓人完全搞不清楚誰是誰，本劇以及衍生劇喬伊最終也沒有透漏七姐妹完整的排行。

### 喬伊的的家長

#### 老喬伊·崔比亞尼(Robert Costanzo飾演)
老喬伊·崔比亞尼(Joey Tribbiani Sr.)是喬伊的父親，是個典型的義大利裔美國人老爹(矮胖、禿頭的形象)，曾經背著喬伊的母親歌蘿莉亞在外面偷吃，卻(在喬伊不諒解的同時)受到歌蘿莉亞的諒解，宣稱他「因為多這個看起來更快樂」，也因為「羞恥的關係」和歌蘿莉亞婚姻更美滿。
衍生劇喬伊 (2004年-2006年)當中則揭露老喬伊的本行是一名水電工，甚至還相當引以為傲！並且表達對兒子喬伊放棄了「這個優秀高尚的職業只為了當演員」一事耿耿於懷。

#### 歌蘿莉亞·崔比亞尼(Brenda Vaccaro飾演)
歌蘿莉亞·崔比亞尼(Gloria Tribbiani)是喬伊的母親，在劇中曾經諒解老喬伊外遇。
歌蘿莉亞亦曾經因為其特殊體質登上婦產科醫學期刊，
由於崔比亞尼一家的兄弟姊妹的出生是她懷胎九個月生下然後馬上懷上下一個

#### 奶奶(Lilyan Chauvin飾演)
奶奶(Nonnie)是歌蘿莉亞的母親，也是喬伊的外婆。
奶奶是第一代義大利移民；雖然英語不是很流利，卻似乎聽得懂其他人在說什麼。
個性似乎是個比較強勢而且情感強烈的人，在錢德跑去喬伊家吃飯，順便給崔比亞尼姊妹一個交代時(錢德曾經在喝醉的狀況下睡了其中一位)時，總是替個性無口的瑪莉-安琪拉答話。
奶奶相當喜歡看電視上喬伊的演出，有一回喬伊發現自己在連續劇中的戲份被砍光時，趕緊請老友們錄了一段假的片段免得讓奶奶傷心難過。

### 喬伊的姐妹(崔比亞尼七姐妹)

#### 吉娜·崔比亞尼(K.J. Steinberg飾演，在衍生劇喬伊中則由 Drea de Matteo飾演)
吉娜·崔比亞尼(Gina Tribbiani)是喬伊的大姊。
在衍生劇喬伊 (2004年-2006年)當中則揭露其較喬伊年長九個月，個性上是個充滿「街頭的智慧」的人
個性相當強勢、潑辣，並且和喬伊一樣在旁人眼裡顯得相當性感。唯一的弱點是她溺愛的獨子麥可·崔比亞尼。
吉娜疑似是雙性戀，最後在喬伊劇尾和前男友(麥可·崔比亞尼的生父)再續前緣、結為連理。

#### 提娜·崔比亞尼(Lisa Maris飾演)
提娜·崔比亞尼(Tina Tribbiani)是喬伊的妹妹。
疑似有家暴傾向(喬伊曾經在劇中提到說提娜「沒有辦法和丈夫見面，因為丈夫對她聲請了保護令！」)。
吉娜曾說提娜可能是崔比亞尼七姐妹裡面最蠢的一個，曾經被吉娜和瑪莉-泰莉莎哄騙說「彩豆糖是減肥藥」結果猛吃導致自己變胖，
而後吉娜和瑪莉-泰莉莎又哄騙說「彩豆糖是避孕藥」並引發了同樣災難性的結果。

#### 蒂娜·崔比亞尼( Marla Sokoloff飾演)
蒂娜·崔比亞尼(Dina Tribbiani)是喬伊的么妹。
蒂娜是喬伊最疼愛的妹妹，也最敬愛哥哥喬伊。在蒂娜不小心懷孕時，最擔心的不是怎麼和爸媽交代反而是怎麼和哥哥喬伊交代。
蒂娜似乎是崔比亞尼一家學歷最高、最有教養的一人(根據其他人所言，她讀了「兩年的『SAT+專科學校』」《"She went to College and SAT....for Both Years!!"》)，可是腦袋似乎還是不怎麼靈光，
因為蒂娜曾經一度問瑞秋說難道她不擔心「走著走著肚子裡懷著的胎兒會『突然掉出來』?」

#### 瑪莉-安琪拉·崔比亞尼( Holly Gagnier飾演)
瑪莉-安琪拉·崔比亞尼(Mary-Angela Tribbiani)是喬伊的妹妹。
在"The One Where Chandler Can't Remember Which Sister"一集中，和完全喝醉了的錢德發生了一夜情。
可是錢德事後卻完全搞不清楚自己究竟睡了哪位崔比亞尼姊妹，另喬伊相當不高興。後來錢德也為了「弄清楚原來是她」
而付出了代價，瑪莉-安琪拉似乎是個性相當內向安靜的人，總是由比較強勢的奶奶代替其發言，
使得錢德試著靠呼喚瑪莉-安琪拉來確認誰是瑪莉-安琪拉的計畫徹底失敗。

#### 瑪莉-泰莉莎·崔比亞尼(Mimi Lieber飾演，在衍生劇喬伊中則由 Christina Ricci 飾演)
瑪莉-泰莉莎·崔比亞尼(Mary-Therese Tribbiani)是喬伊的妹妹。
在"The One Where Chandler Can't Remember Which Sister"一集中，勾引了錢德與之熱吻而被錢德誤認成瑪莉-安琪拉，
錢德後來還被真的瑪莉-安琪拉撞見而最後挨揍。
在衍生劇喬伊 (2004年-2006年)當中則揭露其個性嬌生慣養，受爸媽溺愛，並且在家中排行倒數第二。

#### 薇蘿妮卡·崔比亞尼
薇蘿妮卡·崔比亞尼(Veronica Tribbiani)是喬伊的妹妹。
是崔比亞尼姊妹中描述最少、最神秘的一位姊妹。在衍生劇喬伊 (2004年-2006年)當中
喬伊曾透漏說「她很容易被食物控制」。

#### 曲琪·崔比亞尼(Alex Meneses飾演)
曲琪·崔比亞尼(Cookie Tribbiani)是喬伊的妹妹。
是崔比亞尼姊妹中個性最火爆的一位，在"The One Where Chandler Can't Remember Which Sister"一集中，因為憤恨錢德睡了其姊妹事後卻搞不清楚是誰而揍了錢德一拳。在衍生劇喬伊 (2004年-2006年)當中
喬伊曾透漏說「她好像有鬍子」。

### 喬伊的其他主要的親人

#### 麥可·崔比亞尼(Paulo Costanzo飾演)
麥可·崔比亞尼(Michael Tribbiani)是喬伊的大姊吉娜的獨子、喬伊的侄兒。
本人個性內向，疑似有社交障礙，很崇拜舅舅喬伊尤其是其女人緣。
麥可在加利福尼亞理工學院攻讀航太工程學。

## 年齡
喬伊的年齡其實是不一致的。在1995年5月11號播出的「The One with the Birth」一集中，喬伊說他25歲。在稍後不超過一年的時間，1996年2月份播出的「The One Where Joey Moves Out」一集裡，喬伊說他28歲了。而後一種情況說明他的生日應該在1967年或者1968年初，這就使他比錢德的年紀要大。並且如果「The One Where They All Turn Thirty」中說的是正確的話，那他肯定比錢德大。在1996年1月份播出的「The One With Russ」中，喬伊說他做演員已經10年了這與他出生在1967或1968年是一致的，這裡假設他18歲就開始他的演藝生涯了。在「The One with Joey's Fridge一集中，喬伊提起他在1981年春休時都幹了什麼，莫妮卡說「你那會才13歲」，這和他的出生日期也基本一致。在「The One With Ross's New Girlfriend」一集中，喬伊記不清裁縫Franky到底是在他15還是16歲時第一次給他做的衣服了，然後問「算了，1990年是什麼時候？」。但Joey不可能在1990年時15或16歲而到了1996年一下28了；但是也有一種可能，1990年確實發生了什麼但和裁縫無關的事(Joey的腦子有時候會以一種很神秘的方式轉動). 在「The One With The Red Sweater」(2001)一集中，Chandler因些什麼蠢事大笑後告訴Joey「32，Joe。你32了!」，這樣算來，Joey應該是1969出生。到Joey第一季時,Michael說Joey35了.

## 後《六人行》時代
2003年/2004年《六人行》最後一季播出後，Joey Tribbiani就接著成了《喬伊》的男主角。這是一部六人行的衍生劇，在這部電視劇裡他搬到洛杉磯發展自己的演藝事業。他的姊姊Gina和她的兒子Michael是這部電視劇的另外兩個中心角色。Gina是個直爽的女性，經常自豪的穿著很暴露的衣服。Michael是加州理工學院的一名害羞理科男，與女性交往方面很是笨手笨腳。Joey和他的房東Alex，一個很有魅力的女性，是好朋友，她的丈夫Eric是一個旅行音樂人。Joey僱傭了一個新的代理人Bobbie Morgenstern，但此人行事有些粗魯並且對Joey也不是很盡心盡力。Michael很想離開媽媽自己獨立生活，就搬到了Joey那裡。但Gina還是會經常到他們的住處照顧他(例如仍然幫Michael洗衣服)。
劉玉玲最終當上了Deep Powder的製片人。Joey也和他隔壁的攝影師Sarah(Madchen Amick)發展了一段浪漫關係，這是他首次超過一集的愛情，儘管他在六人行中和Janine調情，和女演員Kate，古生物學家Charlie，以及最終跟了Chandler的Kathy都有過一段。但這段關係最終也以Sarah為了華盛頓的新工作離開Joey而告終。
Sarah離開後，Alex和Eric也分開了，並且在Joey的懷抱裡找到了撫慰，但也沒有持續多長時間。後來他買了個新房子但被燒燬，然後又目睹了他姊姊和她兒子父親的團聚。最後，他和Alex之間的關係已經很穩定，後來她的妹妹和孩子他爸也組建了新家庭。